# Ce’ Cile
Ce’ Cile, geboren Cecile Charlton (* 24. Februar 1977 in Manchester Parish, Jamaika) ist eine Musikerin aus Kingston, die zu den bekanntesten aktuellen Interpretinnen des jamaikanischen Dancehall gehört.

## Biografie
Ce’Cile wuchs auf Jamaika zunächst in Porus und Mile Gully auf und verbrachte dann den größten Teil ihrer Jugend in Mandeville, wo ihr Großvater zuvor Bürgermeister gewesen war.
Ce’Cile kam durch einen Freund ihres Vaters, Michael „Ibo“ Cooper von der Reggae-Band Third World zur Musik und nahm mit ihm ihre erste Single Beat Of Her Heart auf. Vom klassischen Reggae verlagerte sie anschließend ihren Stil in Richtung Dancehall. 1995 wurde Steven Ventura, der Inhaber von Celestial Sound Recordings, auf sie aufmerksam. In der Folgezeit arbeitete sie für Ventura als Studio-Managerin und nahm weitere Demo-Tapes auf. Als Background-Sängerin trat sie mit verschiedenen Bands auf. Sie schrieb und produzierte Songs mit Künstlern wie Jah Mason & Chrisinti.
Ihren ersten großen Erfolg hatte Ce’Cile mit der Single Can You Do the Work mit Sean Paul im Jahr 2001, die später auf seinem Album Dutty Rock (Atlantic Records) erschien, das sich in den USA über zwei Millionen Mal verkaufte und mit einem Grammy ausgezeichnet wurde. Im Jahr 2003 unterzeichnete sie einen Vertrag mit Delicious Vinyl Records, wo ihr jedoch nicht die Möglichkeit gegeben wurde, ein eigenes Album aufzunehmen. Stattdessen veröffentlichte sie Singles in Kooperationen mit anderen Künstlern. 2005 verließ sie das Label und tourte mit T.O.K. in Europa.
Ihr erstes Album erschien dann im Jahr 2008 bei Kingstone Records: Bad Gyal, das erste Dancehall-Album, das jemals im deutschen Playboy besprochen wurde. Daneben wurde auch ein Promotions-Foto von Ce'Cile gezeigt, als Playmate trat sie jedoch nicht in Erscheinung. 2009 erschien ihr zweites Album Waiting bei Danger Zone/SoBe Entertainment.
Sie veröffentlichte auch Gold Dust gemeinsam mit DJ Fresh.
Ce’Cile ist heute international bekannt. Ihre Alben werden unter anderem auch in Deutschland und in Japan verkauft. Als Gastsängerin ist sie unter anderem auf Singles von Sean Paul, Carl Henry, Mono & Nikitaman und D-Flame vertreten.

## Diskografie
- 2008: Goody
- 2008: Bad Gyal (Kingstone Records)
- 2009: Waiting (Danger Zone/SoBe Entertainment)
- 2009: Worth It
- 2011: Jamaicanization
- 2012: Galaxies & Stars (Doctor P feat. Ce’Cile)
- 2014: Still Running from Love